# Ana Maria Popescu
Ana Maria Popescu (romanès: Ana Maria Brânză) (pronunciació en romanès: /ˈana maˈri.a poˈpesku/) (Bucarest, 26 de novembre de 1984) abans Ana Maria Brânză, és una esgrimista d'espasa (épée) esquerrana romanesa, campiona d'Europa individual del 2013, quatre vegades olímpica, medalla de plata olímpica individual del 2008 i 2020 i campiona olímpica per equips del 2016.

## Biografia
L'Ana Maria Brânză va néixer el 1984 al districte de Rahova a Bucarest, el segon de dos fills. Nena molt enèrgica, els seus pares la van empènyer cap a l'esport. Primer va provar el tennis perquè les pistes no eren lluny de casa, però va marxar al cap d'un any perquè era l'única jugadora esquerrana i per la manca d'esdeveniments competitius. Quan tenia deu anys, el seu germà gran Marius, que jugava a futbol en un equip escolar del CSA Steaua București, la va portar a la sala d'esgrima del seu club a Ghencea. Al principi no li va importar gaire la idea, ja que no era fan de Els tres mosqueters, però es va sentir atreta per aquest esport tan aviat com va posar el peu a la sala d'esgrima. Va recórrer a l'épée perquè no hi havia cap altra arma esquerrana disponible al club quan va començar a entrenar.
L'Ana Maria Brânză es va convertir en campiona de Romania pel seu grup d'edat després de només sis mesos d'entrenament. L'entrenador nacional Dan Podeanu s'hi va fixar i la va seleccionar per a un entrenament centralitzat. Als 13 anys, al començament de la classe VIII, va deixar la seva família i es va traslladar a Craiova per entrenar-se al Centre Olímpic Júnior per a l'épée (espasa) amb altres atletes, bona part dels quals eren més grans que ella. Va continuar els seus estudis a l'institut esportiu Petrache-Trișcu, que més tard va donar nom a un dels seus carrerons. L'institut ofereix un pla d'estudis específic per a atletes joves amb tres o quatre hores de classe al dia, la resta es dedica a l'esport, però les instal·lacions esportives es trobaven en un estat força deteriorat a la Romania post-Ceaușescu. A falta d'un edifici dedicat, primer van realitzar les seves sessions de formació a la sala comunitària de l'institut. Com que no hi havia vestuari, van haver de canviar-se darrere de les cortines.
Després del bacalaureat, el batxillerat romanès, se li va oferir una beca esportiva d'una universitat nord-americana, però va optar per quedar-se a Romania. Va esperar per primera vegada estudiar psicologia a la universitat, abans de marxar a la facultat d'esports i educació física de la Universitat de Craiova, on va obtenir un màster el 2007. El mateix any se li va atorgar el títol de mestre emèrit en esports (Maestru Emerit al Sportului).
Es va incorporar el 2001 a un dels principals clubs esportius romanesos, el CSA Steaua, dirigit pel Ministeri de Defensa Nacional de Romania, i va rebre el grau de sergent. Tanmateix, no té cap obligació militar i està assignada a temps complet al seu esport. De família militar (el seu avi, el seu pare i el seu germà servien a l'exèrcit), apareix regularment amb uniforme als mitjans de comunicació. Va ser ascendida a tinent després dels seus estudis, i a A 2015 té la qualificació de major.
Brânză es compromet a promoure l'esport dels estudiants. També dona suport a AITA, una associació per a nens autistes a Bucarest. Des de setembre de 2013 fins a novembre de 2014 va dirigir la campanya Aleargă de ziua ta! ("Corre el teu aniversari") que va animar la gent a celebrar el seu aniversari dedicant-se a l'activitat física i recollint fons per a una causa benèfica.
L'agost del 2015 es va casar amb Pavel Popescu, que juga a waterpolo al CSA Steaua, i va anunciar la seva intenció de canviar el seu nom per competició.
També va participar en un projecte d'animació per batejar un personatge en romanès per a la pel·lícula "Rise of the guardians".

## Carrera

### 2001-2004
Brânză va guanyar el seu primer campionat nacional sènior als quinze anys. Va assistir a les seves primeres competicions internacionals com a membre de CSM – LPS Craiova. Va participar al Campionat del món de cadets de 1999 a Keszthely, acabant només 28è, però l'enfrontament amb esgrimistes de països amb millors condicions d'entrenament la va animar a entrenar amb més força: “Vaig veure nens de França que portaven vestits blancs impecables, mentre que tenia un kit groc i unes sabatilles esportives arrencades al dit del peu. Però els vaig anar a derrotar per derrotar-los”.
Es va incorporar el 2001 a la secció d'esgrima del CSA Steaua amb l'entrenador Cornel Milan. El mateix any va publicar el seu primer resultat significatiu amb una medalla d'or al Campionat del Món de cadets i una medalla de plata per equips al Campionat del Món júnior, tots dos a Gdańsk. Aquests èxits van motivar que els mitjans de comunicació romanesos la comparessin amb la campiona olímpica de la làmina olímpica Laura Badea-Cârlescu, però va acceptar l'excepció de la comparació, afirmant que volia fer-ho millor que Badea.
El 2002, Brânză va guanyar la medalla d'or al Campionat Mundial Júnior d'Antalya després de guanyar-se sobre el xinès Tan Li. Va ser elogiada per "un notable domini tàctic per a una nena de disset anys i mig". El mateix any va participar en les seves primeres grans competicions sèniors. Al Campionat d'Europa de Moscou va arribar als quarts de final abans de ser eliminada de 9 a 15 per Lyubov Shutova. Al Campionat del Món de Lisboa va arribar a les semifinals, on va ser derrotada per 6–15 per l'alemanya Imke Duplitzer i va sortir amb una medalla de bronze. Posteriorment, l'anomenaria la victòria més estimada, perquè en aquell moment era molt jove i estava allà sense el seu entrenador, amb només els seus companys de sabre com a acompanyants.
Després d'haver aconseguit el cim ràpidament, va perdre la por anterior i va començar a sentir-se preocupada abans dels seus atacs: “Quan entres a la pista, et sembla que el teu oponent és per robar-te els somnis”. Va lluitar al llarg de la temporada 2002-03, aconseguint només un quart de final a Praga. Una doble medalla d'or a l'esgrima europea júnior de Porec la va ajudar a superar l'obstacle. Aquella temporada també es va produir la primera aparició de l'equip d'épée femení romanès en competicions sèniors, concretament el Campionat Mundial d'esgrima del 2003, on va acabar vuitè.
L'abril de 2004 va guanyar de nou el Campionat del Món Junior després de derrotar a Bianca Del Carretto per 15-14 a la final. Va arribar als quarts de final al Campionat d'Europa sènior de Copenhaguen. Es va classificar per als Jocs Olímpics d'Estiu del 2004 guanyant una medalla de plata al torneig de classificació per zones de Gant, veient a la suïssa Sophie Lamon de primera classificació a la taula de 16, però perdent a la final contra el Sonja Tol dels Països Baixos. Per al seu debut olímpic a Atenes, Brânză va aconseguir vèncer a l'esgrimista experimentat Adrienn Hormay d'Hongria, però va ensopegar a la taula de 16 contra el xinès Zhang Li i va acabar 16ena. Més tard, va explicar que se sentia aclaparada per l'experiència olímpica i com si fos un nena perduda entre grans atletes.

### 2004-2008
La temporada 2004-05 va aconseguir el seu primer podi a la Copa del Món d'esgrima amb una medalla de plata al Gran Premi de Budapest. Aquest resultat, juntament amb un lloc a quarts de final al Campionat del món de Leipzig del 2005, on va perdre contra l'estoniana Maarika Võsu, li va permetre tancar la temporada al Top 10 per primera vegada en la seva carrera. La temporada següent va guanyar el seu primer títol de Copa del Món a Budapest i va aconseguir quatre primers vuit classificacions. Al Campionat d'Europa va ser derrotada en segona ronda per la seva companya d'equip Iuliana Măceșeanu. En la prova per equips, Romania es va imposar 45–43 a Rússia i es va trobar amb Hongria a la final. Brânză va derrotar Tímea Nagy en l'última etapa, cosa que va permetre a Romania guanyar per 33-32. Aquesta victòria sobre un doble campió olímpic la va animar a pensar que podia convertir-se en campiona per dret propi. Va tornar a quarts de final al Campionat del Món de Torí del 2006, però aquesta vegada va cedir davant Nagy.
La temporada 2007-08 Brânză va obtenir la medalla d'or a la Copa del Món de Sant Petersburg, la plata a Budapest i l'Havana i el bronze a Luxemburg i Barcelona. Va ascendir al segon lloc del rànquing mundial, obtenint la qualificació per a l'esdeveniment d'épée individual femení dels Jocs Olímpics d'estiu del 2008 - L'épée per equips femení no figurava al programa olímpic d'aquesta edició. El Campionat d'Europa de 2008 celebrat a Kíev al juliol va ser l'últim assaig abans dels Jocs Olímpics. Brânză va arribar a les semifinals, on va veure la russa Anna Sivkova. A la final va perdre de 15 a 10 contra Hormay, a qui havia derrotat els Jocs Olímpics d'Atenes, i es va endur la plata: la seva primera medalla europea individual. En l'esdeveniment per equips, Romania va vèncer Polònia i Hongria, i es va imposar en gran manera a Alemanya a la final per obtenir el seu segon títol continental.
L'agost, la delegació romanesa va arribar a Pequín dues setmanes abans de la competició. En ser l'única epeista romanesa als Jocs, es va formar amb els foilistes Cristina Stahl i Virgil Sălișcan. Com a cap de sèrie número 2, va rebre un adéu a la primera ronda. Després va eliminar 15-11 de la japonesa Megumi Harada i va vèncer 15-13 la russa Lyubov Shutova per arribar a les semifinals, on va conèixer l'hongarès Ildikó Mincza-Nébald, de 39 anys. Després d'un combat molt equilibrat en què cap esgrimista va aconseguir guanyar més d'un avantatge de dos cops, Brânză va assolir el cop decisiu per guanyar el seu bitllet per a la final. Després d'un breu descans, va conèixer l'alemanya Britta Heidemann, número 1 del món, que va adquirir un avantatge de quatre èxits. Brânză va augmentar a 10-12 al tercer i darrer període, però l'alemany va donar tres cops seguits, tancant el combat 11-15 amb una doble tocada. Brânza va atribuir la victòria de Heidemann a la seva condició física superior, explicant que l'alemany havia "tancat com un home".
Per la seva medalla de plata, Brânză va rebre l'ordre romanesa de mèrit esportiu (Ordinul “Meritul Sportiv”), de segona classe. Va acabar primera en la Copa del Món femenina d'épée general durant dues temporades consecutives, la 2007-2008 i la 2008-2009. Va ser designada membre de la comissió d'atletes de la Federació Internacional d'Esgrima pel seu comitè executiu per al període 2009-2013.

### 2008-2012
Després dels Jocs Olímpics, Brânză va començar a queixar-se del dolor del tendó a la mà de l'arma, però el ritme de competició no li va permetre atendre-ho. Al Campionat d'Europa de 2009 a Plovdiv, va ser derrotada en segona ronda per la companya romanesa Anca Măroiu, però va aconseguir el seu tercer títol continental per equips després que Romania derrotés successivament a Rússia, Alemanya i Polònia. La seva companya d'equip Simona Gherman es va referir en broma a l'equip com el " Power Praf noies ”, després de l' anime Powerpuff Girls, a causa de les dificultats del partit contra Rússia. El sobrenom es va quedar atrapat. Més tard ho incorporarien al seu crit de batalla previ al partit: "Som les noies superpoders i farem de vosaltres una picada de carn". (en romanès: Suntem fetițele PowerPraf și am venit să vă facem pilaf!)
Brânză va estar descansada durant els campionats nacionals de Romania per evitar la seva mà. Va arribar amb el rànquing número 1 al Campionat del Món d'Antalya, però va advertir prèviament que només esgrimia entre el 50 i el 60% de la seva capacitat a causa dels seus problemes al canell. Va ser eliminada per 9-10 a la taula de 16 per la canadenca Sherraine Schalm. Romania va ser derrotada en la primera ronda per Itàlia, de nou per un sol cop, i va acabar sisena després dels partits de classificació.
Després d'aquest fracàs, Brânză va decidir abordar els problemes del canell. Les investigacions mèdiques realitzades a Romania i França van demostrar que el seu estat era operable, però que probablement la cirurgia acabaria amb la seva carrera d'esgrima. En lloc d'això, va optar per fer un descans a la seva carrera per seguir un estricte programa de recuperació. Després d'una pausa de diversos mesos, va guanyar una medalla d'or en les seves dues primeres competicions, les proves de la Copa del Món Florina i Nanjing 2010. Fins al 2012 va patir dolors al canell esquerre i va haver de rebre atenció mèdica després de cada competició.

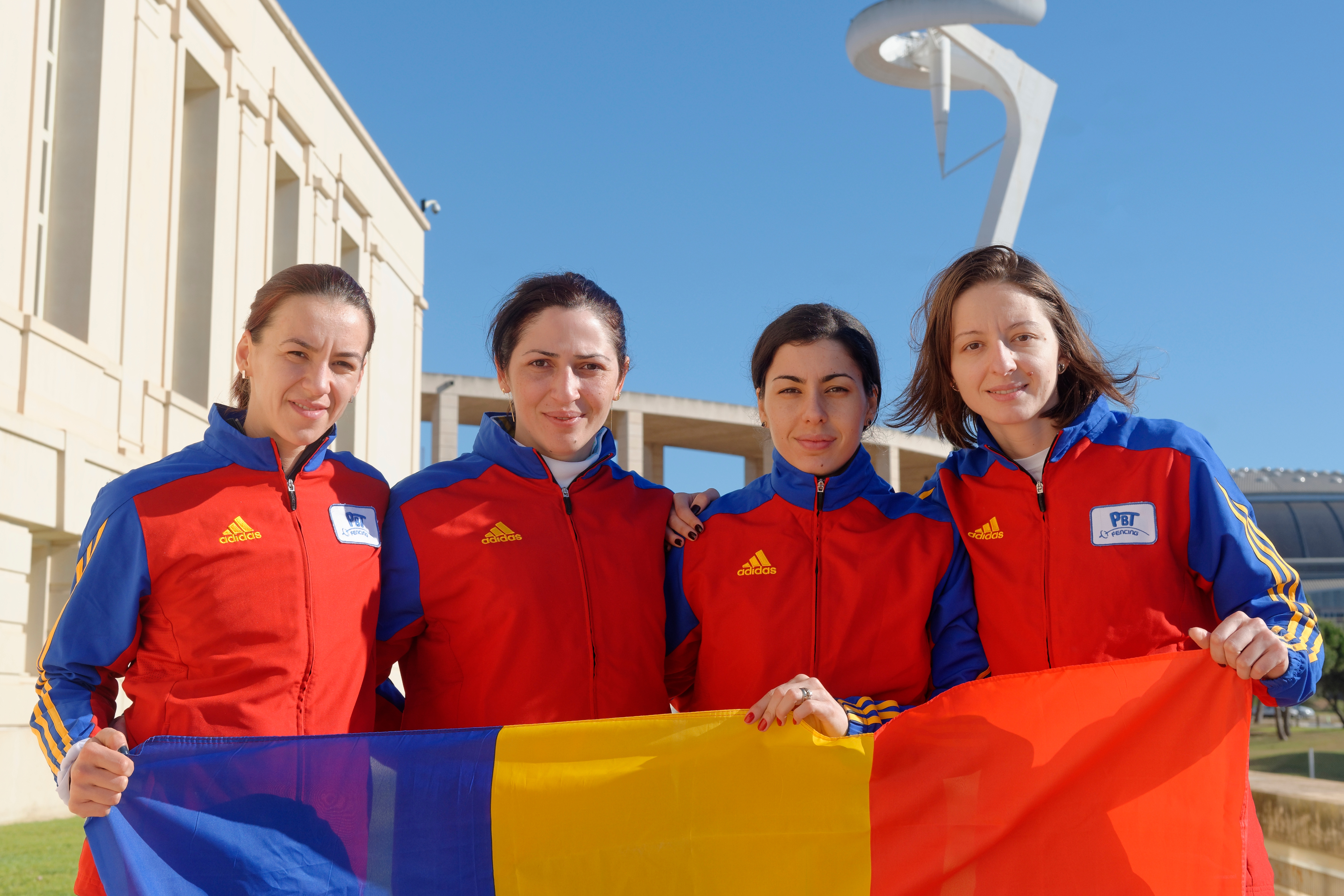
Les noies de dues vegades campiona del món "Power Praf": de L a R, Gherman, Măroiu, Dinu i Brânză

Al Campionat del Món d'Esgrima del 2010 a París, Brânză va tornar a ser eliminat al començament de la prova individual, però va guanyar el primer equip romanès d'Or en épée amb Simona Gherman, Loredana Dinu i Anca Măroiu. Brânză va aportar més de la meitat dels èxits aconseguits per Romania a la final contra Alemanya. El seu darrer relleu contra Imke Duplitzer, que va guanyar per 18-10, va ser descrit com "un exemple real de tècnica i intel·ligència tàctica" en un partit d'una altra manera "bastant monòton".
El 2011, Brânză va obtenir la medalla de bronze en la prova individual del Campionat d'Europa d'esgrima de 2011 a Sheffield i la medalla d'or en la prova per equips després de derrotar Rússia per 45-31. La cerimònia de la victòria es va veure afectada per un incident quan es va tocar Trei culori, l'antic himne nacional de Romania de l'era comunista, en lloc de l'actual Deșteaptă-te, române! Brânză va decidir marxar en protesta i va convèncer els seus companys de seguir-la.
Al Campionat del Món d'Esgrima del 2011 a Catània, Brânză va ser aturada a les semifinals per la xinesa Sun Yujie i va ser condemnada a una medalla de bronze, la segona medalla del Campionat Mundial de la seva carrera. En l'esdeveniment per equips, el “ Power Praf noies ”van veure fàcilment la Gran Bretanya i Polònia, però Brânză va ser colpejada a la mà de l'arma durant els quarts de final contra Polònia i va haver de rebre atenció mèdica. Va tancar amb una mà embenada i només un relleu a la semifinal contra Alemanya, que Romania va guanyar amb un ajustat marcador de 24-23. Va haver de descansar durant la final contra la Xina, però finalment va ser cridada per substituir una estressada Măroiu. Va perdre el seu primer relleu 1-4 contra Sun Yujie, però el seu 4-1 contra Xu Anqi va contribuir a la victòria sobtada de Romania. Brânză es va coronar campió del món per equips per segona vegada consecutiva. Per aquesta actuació, ella, Măroiu i Alexandru, com a membres del club militar CSA Steaua, van rebre l'emblema d'honor de l'exèrcit romanès: emblema de onoare a Armatei României) i tots els membres de l'equip van rebre la ciutadania honorària de Craiova.
Al maig de 2012, l'equip romanès va rebre un nou equipament del seu patrocinador d'equips PBT, incloent màscares de colors vermell, groc i blau que els permeten formar com a equip la bandera tricolor de Romania. Com que ningú més ho volia, Brânză va optar per la màscara groga, que des de llavors s'ha convertit en la seva marca comercial. Es va considerar que portava la bandera de Romania als Jocs Olímpics, però va rebutjar, al·legant el problema de la mà esquerra.
Número 1 del rànquing mundial a l'abril de 2012, va anar a buscar l'or en els Jocs Olímpics d'estiu de Londres 2012, però va ser guanyada 14-13 en vuitens de final per la ucraïnesa Yana Shemyakina, que finalment es va endur la medalla d'or. L'equip romanès de primera categoria que va dirigir va ser derrotat per 45 a 38 per Corea del Sud, classificat en deu posicions, a quarts de final i també va quedar a la baixa del podi. Brânză va dir: "Aquest és el moment més dolorós de la meva vida". Després dels Jocs, tres membres de l'equip romanès es van retirar de l'esport, però Brânză va decidir continuar la seva carrera i va anunciar que el seu nou objectiu era els Jocs Olímpics d'estiu del 2016 a Rio de Janeiro. Després de la dimissió del seu entrenador de tota la vida, Dan Podeanu, va començar a entrenar sota la direcció d'Octavian Zidaru.

### Després dels Jocs de Londres

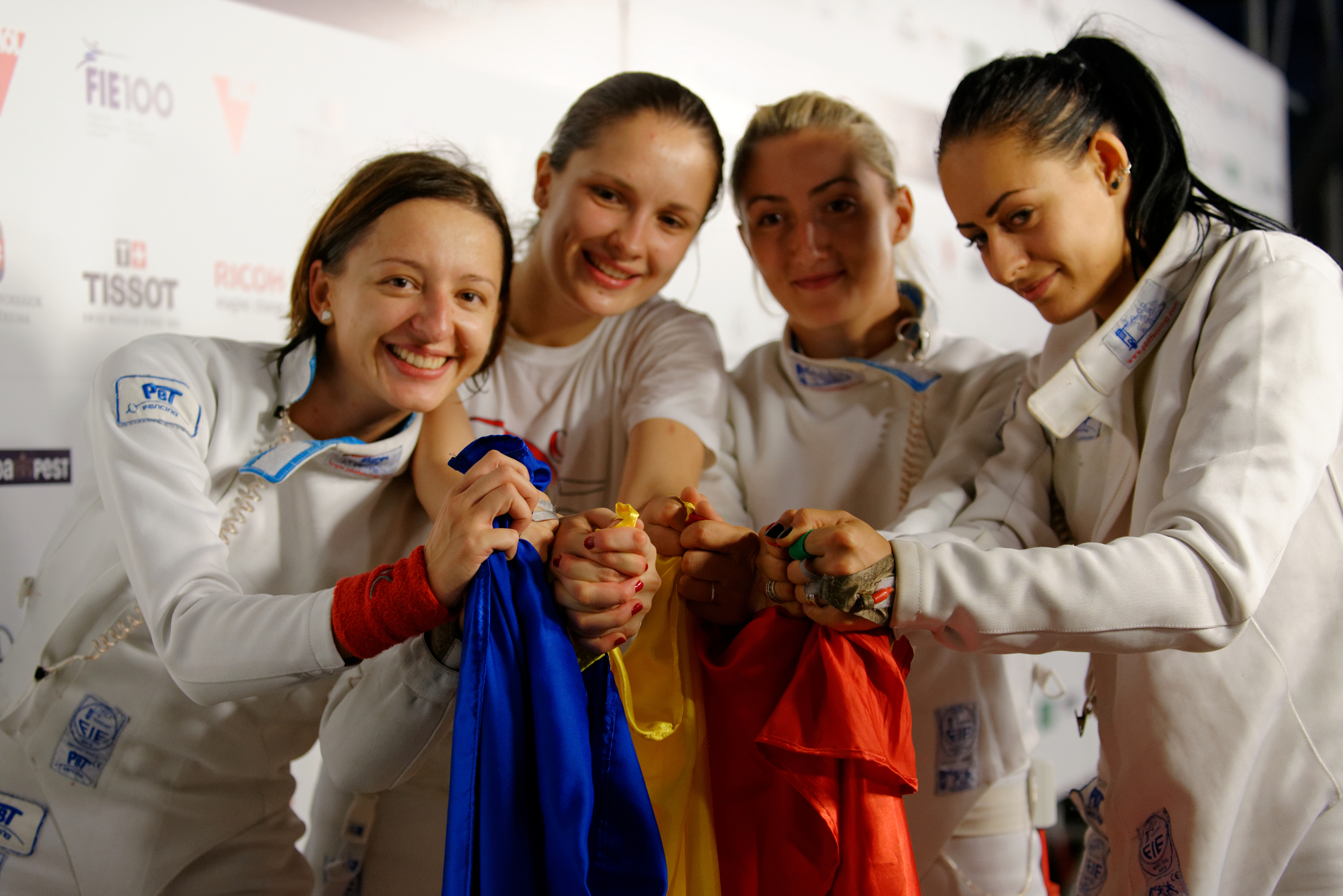
Brânză (a l'esquerra) i les seves companyes d'equip celebren la medalla de bronze de Romania al Campionat Mundial d'Esgrima del 2013

La temporada 2012-13 Brânză va aconseguir el podi en sis de vuit inscripcions en proves de la Copa del Món, incloses les medalles d'or al Challenge International de Saint-Maur i el Gran Premi de l'Havana. Va liderar el CSA Steaua amb una medalla de plata a la Copa d'Europa de clubs de campions a Nàpols. Al maig va guanyar el seu vuitè títol nacional, així com la prova per equips.
Número u del rànquing mundial de la FIE, va anar al Campionat d'Europa d'esgrima del 2013 com a favorita. Va guanyar una estreta victòria de 15-14 a la taula de 32 contra la jove israeliana Alona Komarov, de 17 anys. Els seus darrers combats van ser victòries més fàcils i finalment va guanyar l'or després de derrotar a la italiana Francesca Quondamcarlo per 15-11 a la final. En l'esdeveniment per equips, va dirigir un equip romanès en gran part renovat, ara sobrenomenat "Poky Power", aconseguint l'èxit decisiu als quarts de final 44-43 contra Suècia; Llavors Romania va eliminar Hongria, però va fallar contra Estònia a la final i va aconseguir una medalla de plata.
Durant el Campionat del Món d'Esgrima del 2013 a Budapest, Brânză va arribar còmodament a la taula de vuit, però va ser derrotada en un ajustat combat de 14 a 15 per l'estoniana Julia Beljajeva, que finalment va guanyar la competició. En la prova per equips, Romania va derrotar successivament a Dinamarca, Veneçuela i Corea del Sud, venjant-se de la derrota als Jocs Olímpics. Van ser detinguts a les semifinals per Rússia, que va triomfar en gran part amb una victòria per 44-33. Llavors Romania va lluitar contra França en el partit pel tercer lloc; Brânză va entrar a l'última etapa amb un empat de 25-25 i va vèncer Joséphine Jacques-André-Coquin per 8-3 per aconseguir la medalla de bronze. Brânză també va ser elegit membre de la comissió d'atletes a les eleccions celebrades durant els campionats mundials. Va acabar l'any número 1 per tercera vegada amb un rècord i va rebre una medalla d'or de la FIE durant el seu sopar de gala del centenari a París a l'Automòbil Club de França el 30 de novembre de 2013.

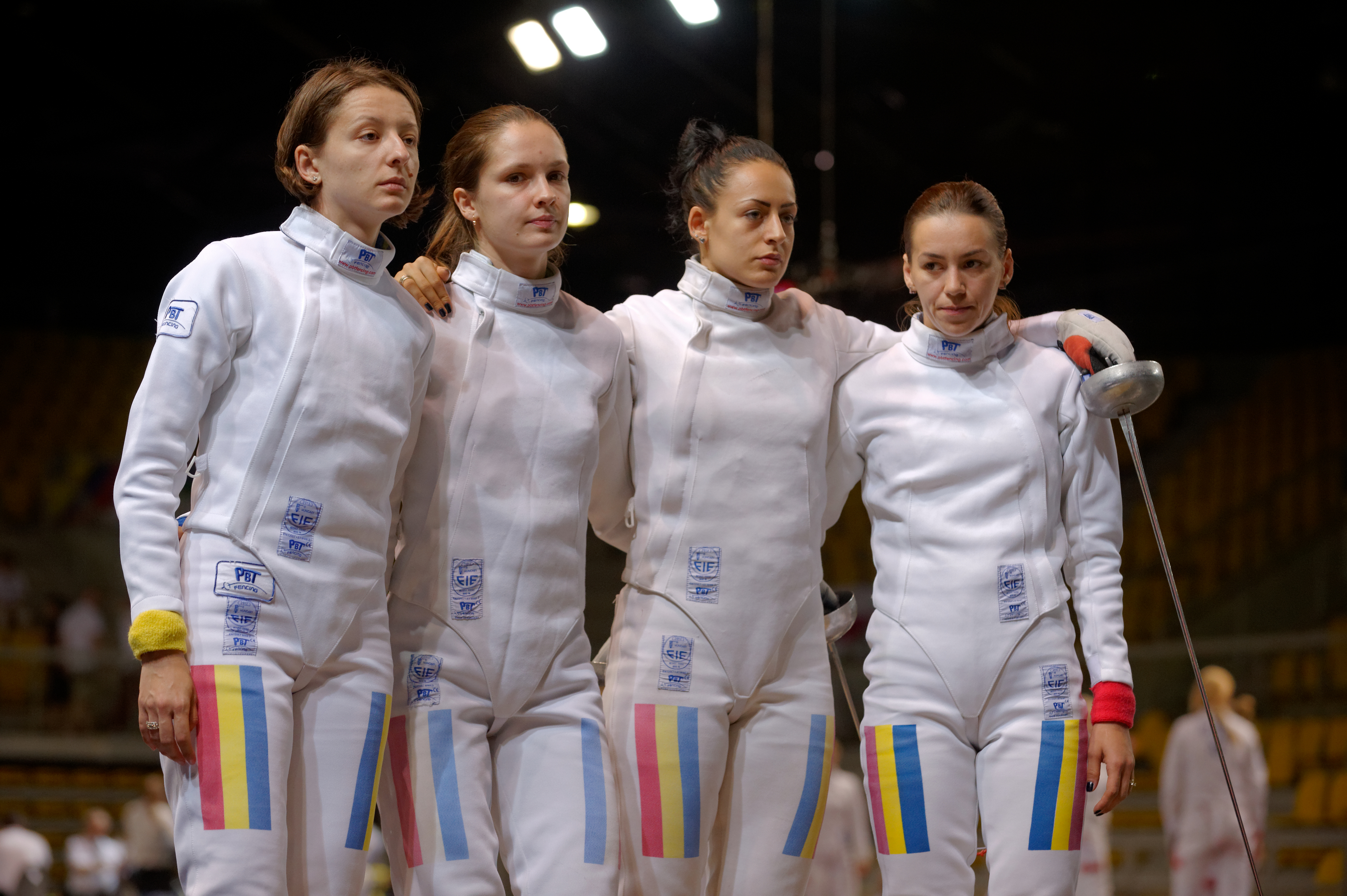
Brânză (esquerra) i companys a les semifinals del Campionat d'Europa d'esgrima 2014

La temporada 2013-14, Brânză va participar en els Jocs Mundials de Combat de Sant Petersburg, però no va aconseguir una medalla després de les derrotes contra Emese Szász i Xu Anqi. Va acabar cinquena en la primera prova de la Copa del Món de la temporada a Doha després que Julianna Révész la derrotés per 7–8 a quarts de final, però va guanyar la medalla d'or en la prova per equips, aconseguint l'èxit decisiu en el temps addicional en els darrers tres partits. Va guanyar el Gran Premi de Budapest, imposant-se 15–7 contra Irina Embrich a la final. Més tard va guanyar una medalla de bronze a Saint-Maur després de ser aturada en semifinals pel xinès Xu Anqi, que finalment va guanyar la competició. Després de tres podis a Barcelona el 2011, el 2012 i el 2013, va sortir de la competició a la taula de vuit després de derrotar per 15-11 contra el xinès Qin Xue. En la prova per equips, va dirigir el seu equip a les semifinals, on Romania va ser derrotada per Rússia entre 35 i 20 anys. Llavors Romania va conèixer els Estats Units; Brânză va aconseguir l'èxit guanyador en el temps addicional per guanyar el bronze. La resta de la temporada no li va portar cap lloc al podi i va perdre al maig el seu rànquing mundial número 1 davant d'Emese Szász.
Al Campionat d'Europa d'Estrasburg, Brânză no va poder defensar el seu títol, ja que va ser superada per un 8-9 a la taula de 32 per la seva companya d'equip Simona Gherman, que finalment va guanyar una medalla de bronze. A la competició per equips, la lliga número 2 de Romania va rebre un adéu, després va eliminar a Ucraïna per 45–31, va vèncer Itàlia per 29–24 a la semifinal i va vèncer Rússia per 38–34 en una final molt ajustada i tàctica, cosa que va permetre a Brânză guanyar el seu cinquè equip d'or europeu. El Campionat del Món de Kazan va resultar molt decebedor, ja que Brânză va ser detingut a la taula de 16 per l'estoniana Irina Embrich i va caure al cinquè lloc del rànquing FIE. En la prova per equips, Romania es va imposar a Alemanya, però va ser derrotada a la taula de vuit per Itàlia. Brânză va entrar el 25-24 a Itàlia en l'últim partit i va ser superat 16-8 per la recentment coronada campiona del món Rossella Fiamingo. Romania va entrar a les rondes de col·locació i primer va derrotar la Xina, després els Estats Units per ocupar el cinquè lloc de la competició. Després d'aquest fracàs, Octavian Zidaru va ser substituït com a entrenador per Dan Podeanu, qui Brânză considera un segon pare i que va ser persuadit de tornar per un segon període.
Brânză va entrar a la temporada 2014-15 amb una medalla de plata a la Copa del Món de Legnano després d'una derrota de 13-12 en el temps addicional contra la ucraïnesa Anfisa Pochkalova. En la prova per equips, va aconseguir l'èxit guanyador a la pròrroga a les semifinals contra Itàlia, però Romania va ser superada per Estònia a la final i condemnada a la plata. Va publicar un altre segon lloc a Xuzhou després de fracassar a la final contra Emese Szász. Al Gran Premi de Doha, Gherman va tornar a bloquejar el seu camí cap al podi, que la va derrotar per 4-3 als quarts de final.
La Copa del Món de Barcelona del gener del 2015 va resultar decebedora, ja que Brânză va perdre a la segona ronda davant la polonesa Renata Knapik-Miazga, classificada en el lloc 57 del món. Posteriorment, es va lliscar fins al vuitè lloc del rànquing FIE. En la prova per equips, Romania va deixar fora Israel, després la Xina, a quarts de final. No obstant això, Brânză es va ferir la mà de l'arma després que Sun Yujie xocés accidentalment amb ella. Va tancar només una part de la semifinal amb Suècia, que va superar Romania per 45-33. No va tancar res a la petita final, on un darrer combat de Gherman va permetre a Romania guanyar la medalla de bronze. Després de descansar deu dies, va arribar als quarts de final de la Copa del Món de Buenos Aires, però va perdre contra la coreana Shin A-lam. En l'esdeveniment per equips, Romania va imposar-se a Veneçuela i Estònia, i després va esclafar Rússia entre 45 i 24 abans de cedir 30 a 26 a Itàlia. La seva medalla de plata els va permetre pujar al tercer lloc del rànquing mundial. Al març, Brânză va guanyar la medalla de plata a Budapest després de tornar a perdre contra Shin a la final. Posteriorment, va aconseguir el tercer lloc al rànquing FIE. Al maig va ser derrotada per Anca Măroiu al campionat nacional romanès i va sortir amb una medalla de bronze. Va estar descansada pel Gran Premi de Rio de Janeiro, però el resultat mitjà de Shin A-lam a la competició va permetre a Brânză assolir el segon lloc del rànquing mundial.
Al Campionat d'Europa de 2015 a Montreux, Brânză va canviar la seva màscara groga per una de tricolor amb colors romanesos. En la prova individual, es va aturar per sota del podi després d'una derrota a quarts de final contra l'Emese Szász, número 1 del món. En l'esdeveniment per equips, Romania va abandonar Ucraïna i després va conèixer Suècia, entrenada pel romanès Adrian Pop. Brânză va entrar a l'últim relleu per empat i va derrotar a la capità sueca Emma Samuelsson per portar el seu equip a la final. Com a l'edició del 2013, van conèixer Estònia, que van derrotar aquesta vegada per 45-30. Brânză va obtenir el seu sisè títol continental, un rècord en l'épée femení. Unes setmanes més tard, va arribar a la final dels Jocs Europeus de 2015 a Bakú després d'una victòria de mort sobtada sobre l'Erika Kirpu, estoniana. Va derrotar la russa Yana Zvereva, guanyant la primera medalla d'or de Romania als Jocs. En l'esdeveniment per equips, Romania va arribar a la final, on es va trobar amb la mateixa selecció estoniana que en el Campionat d'Europa i va produir una actuació repetida per permetre a Brânză un doble recorregut d'or.
Al Campionat del Món de Moscou del 2015, Brânză va ser eliminada a la segona ronda per l'estoniana Katrina Lehis, a qui sempre havia derrotat. En l'esdeveniment per equips, Romania va derrotar successivament Turquia, Suïssa, Hongria i Ucraïna per enfrontar-se a la final amb la Xina. Brânză va obrir el partit contra Xu Anqi, però no va aconseguir un avantatge i va ser derrotat per 2-5. Els següents combats van resultar tan difícils i Brânză va entrar a l'últim relleu el 28-36. No va poder salvar la bretxa i Romania va perdre finalment per 36-45, aconseguint la medalla de plata. Brânză va acabar la temporada número 4 mundial.

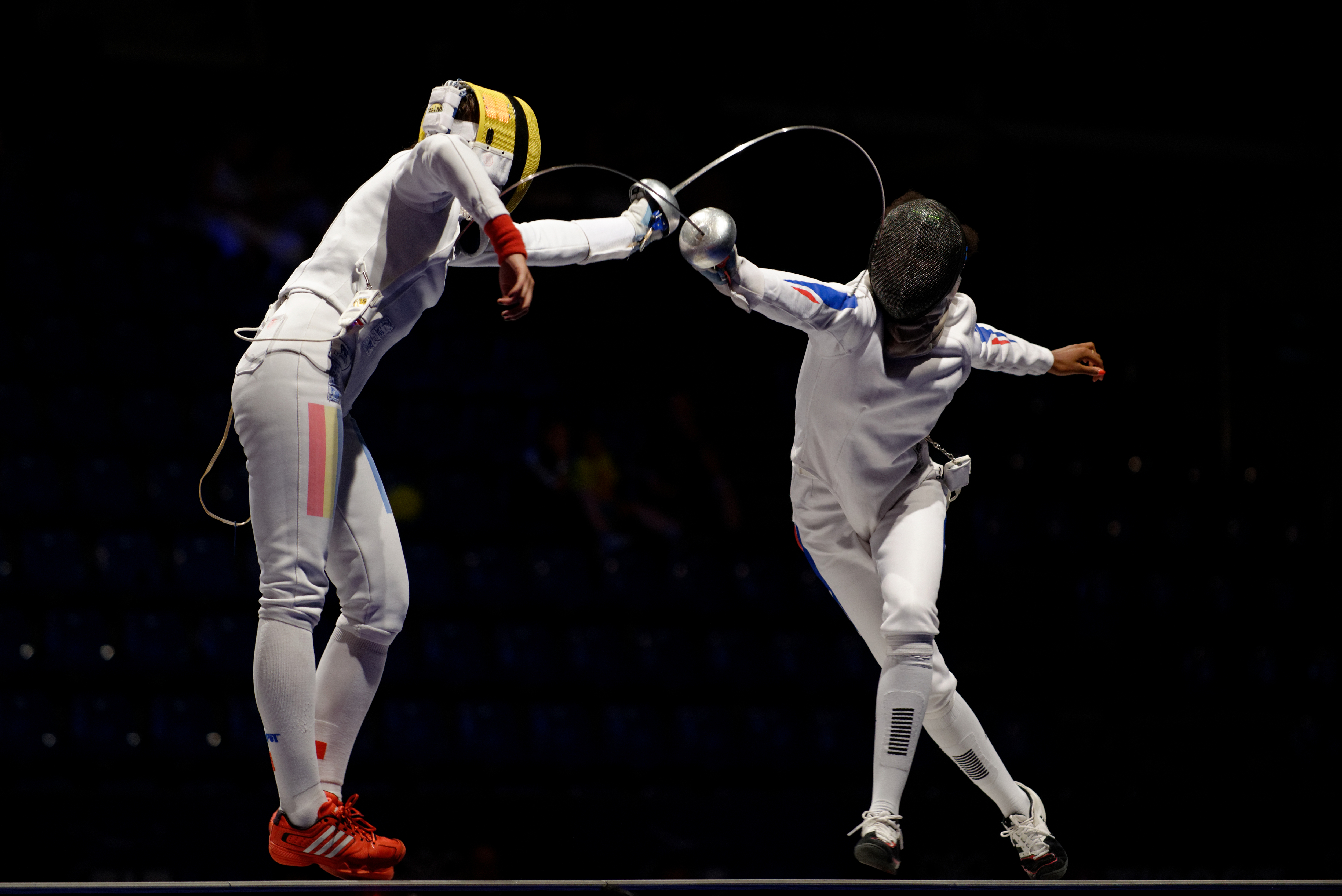
Brânză (màscara groga) durant el partit pel 3r lloc contra França al Campionat Mundial d'esgrima 2013

## Registre de medalles

### Jocs Olímpics
| Curs | Ubicació               | Esdeveniment               | Posició |
| ---- | ---------------------- | -------------------------- | ------- |
| 2008 | Pequín, Xina           | Individual d'Épée femenina | 2n      |
| 2016 | Rio de Janeiro, Brasil | Equip femení d'Épée        | Primer  |

### Esport militar

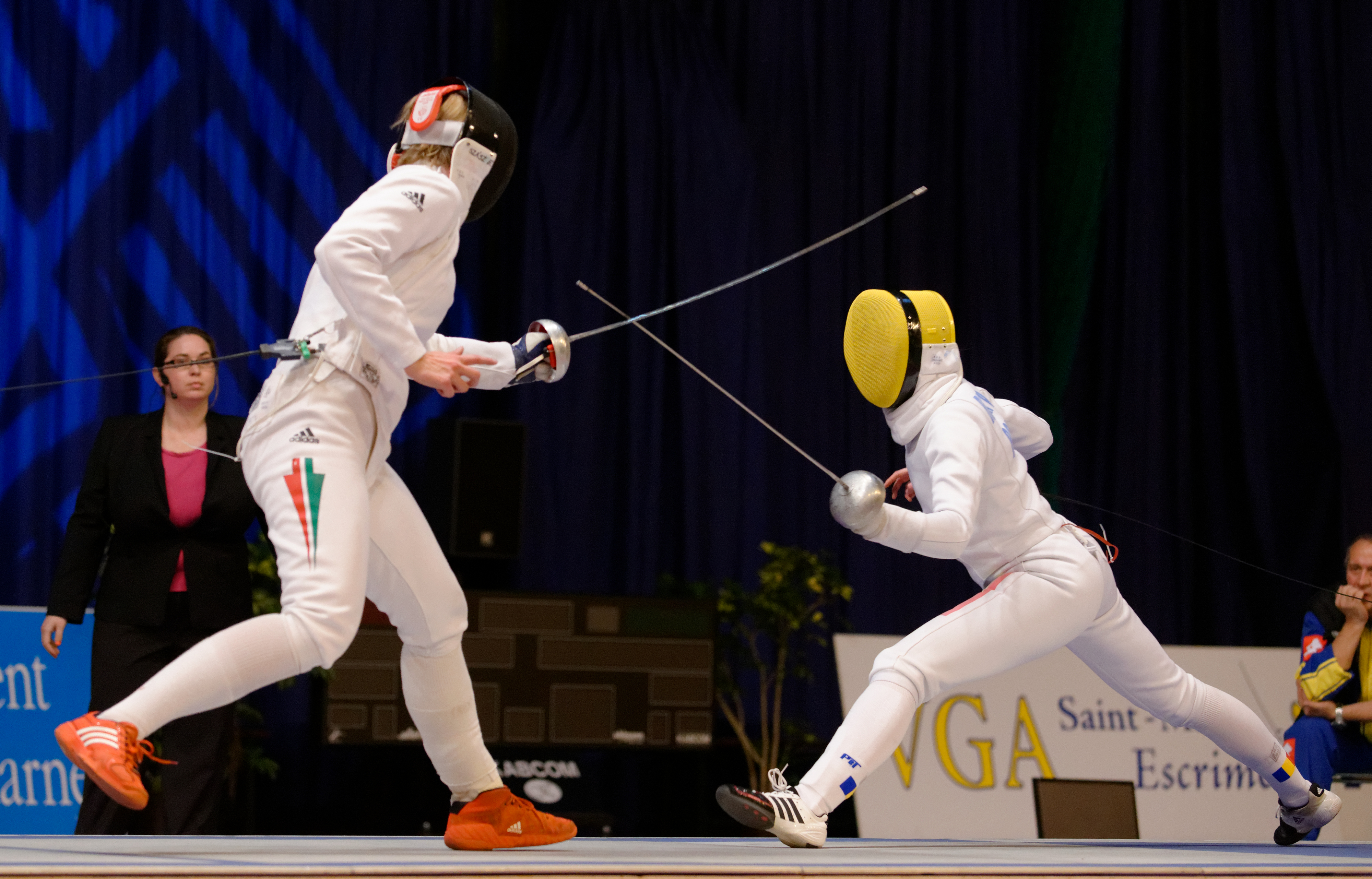
Brânză (màscara groga) contra Emese Szász durant la final del Challenge International de Saint-Maur 2013

- Jocs Mundials Militars / Campionats Mundials d'Esgrima Militars
  -  Or per equips, Rio de Janeiro 2011
  -  Or per equips, 2010 Caracas
  -  Or individual, 2006 Bucarest
  -  Or per equips, 2005 Bucarest
  -  Or individual, 2005 Grosseto
  -  Bronze individual, 2010 Caracas
  -  Bronze per equips, 2005 Grosseto
- Campionat d'Europa d'esgrima militar
  -  Or individual, 2009 Göteborg
  -  Or per equips, 2009 Göteborg

### Cadet i júnior
- Campionat del Món Junior d'esgrima
  -  Or individual, 2004 Plòvdiv
  -  Or individual, 2002 Antalya
  -  Plata per equips, 2001 Gdańsk (amb Loredana Iordăchioiu i Iuliana Măceșeanu)
  -  Equip de bronze, 2004 Plovdiv (amb Loredana Iordăchioiu i Simona Alexandru)
- Campionat d'Europa d'esgrima júnior
  -  Or individual, 2003 Poreč
  -  Or per equips, 2003 Poreč
- Campionat del món d'esgrima cadet
  -  Or individual, 2001 Gdańsk

## Premis i distincions
- Mestre emèrit en l'esport
- Ordre de mèrit esportiu (Ordinul “Meritul Sportiv”), segona classe
- Ciutadà d'honor (cetățean de onoare) de Craiova[82] i Bușteni[83]
- Premi Aspen al "Lideratge esportiu i social", 2013[84]